# Stephanie Marra
Stephanie Marra (* 1970 in Hattingen) ist eine deutsche Historikerin und Archivarin.

## Leben
Marra studierte Geschichte, Ur- und Frühgeschichte und Romanistik an den Universitäten Bochum und Genua sowie Museologie in Graz. Nach dem Magister Artium (1998) und der Promotion (2002) an der Ruhr-Universität Bochum ist sie an der Technischen Universität Dortmund als Wissenschaftlerin und Dozentin tätig. Als Historikerin war sie frühzeitig im Internet aktiv vertreten und baute seit 1991 verschiedene Online-Kataloge und geschichtswissenschaftliche Fachangebote auf, darunter den ältesten Online-Katalog für Geschichte im deutschsprachigen Internet. Sie ist bis heute Redaktionsmitglied der wissenschaftlichen Fachforen H-Soz-Kult, Clio-online und (als Herausgeberin) H-Museum sowie in der Virtual Library.
Beruflich ist sie seit 2002 in der Universitätsbibliothek Dortmund als Fachreferentin für Geschichte, Kunst, Kulturanthropologie des Textilen, Philosophie, Politik, Evangelische und Katholische Theologie sowie als Wissenschaftliche Leiterin der Bibliothek der Forschungsstelle Ostmitteleuropa (FOME) tätig. 2008 übernahm sie zusätzlich den Aufbau und die Leitung des Universitätsarchivs der TU Dortmund, seit 2012 leitet sie die Abteilung Archive und Sammlungen. Im Jahr 2016 wurde sie zum ordentlichen Mitglied der Historischen Kommission für Westfalen gewählt.

## Auszeichnungen
- 2000 wurde Marra mit dem Lehrpreis der Universität Dortmund ausgezeichnet.[4]

## Forschung
Marra forscht vorrangig zur Sozialgeschichte des frühneuzeitlichen Adels, insbesondere zu Konfliktforschungen und dem Gabentausch, zur Sammlungsgeschichte von Archiven, Bibliotheken und Museen, zur Westfälischen Landesgeschichte mit den Schwerpunkten auf der Grafschaft Mark und der Grafschaft Limburg sowie der jüdischen Geschichte. Daneben ist sie Fachfrau für die Nutzung des Internets und EDV im Bereich der Geschichtswissenschaft und im Unterricht.

## Schriften (Auswahl)
- Hagen. Geschichte einer Großstadt und ihrer Region, Essen: Klartext, 2008 (mit Ralf Blank und Gerhard E. Sollbach), ISBN 978-3-89861-893-9.
- Allianzen des Adels. Dynastisches Handeln im Grafenhaus Bentheim im 16. und 17. Jahrhundert, Köln/Weimar/Wien: Böhlau, 2007, ISBN 3-412-31105-7.[5]
- Internet-Handbuch Geschichte, Köln/Weimar/Wien: Böhlau für UTB, 2001 (hrsg. mit Stuart Jenks), ISBN 3-412-12100-2.[6]